# 陳文章 (中華民國學者)
陳文章（1963年—），台灣學者，英國皇家化學學會會士、現任國立臺灣大學校長。

## 生平
父親在台灣日治時期是三輪車伕，小學為畢業；母親不識字。於台中縣沙鹿鎮出生，三歲時舉家遷移到台南新營廟口。後來考上臺灣省立臺南第一高級中學。
1985年從國立台灣大學化工系畢業，1993年取得羅徹斯特大學化工博士學位。後來成為台大化工系特聘教授。2017年出任台大工學院院長。2023年1月8日出任台大校長。

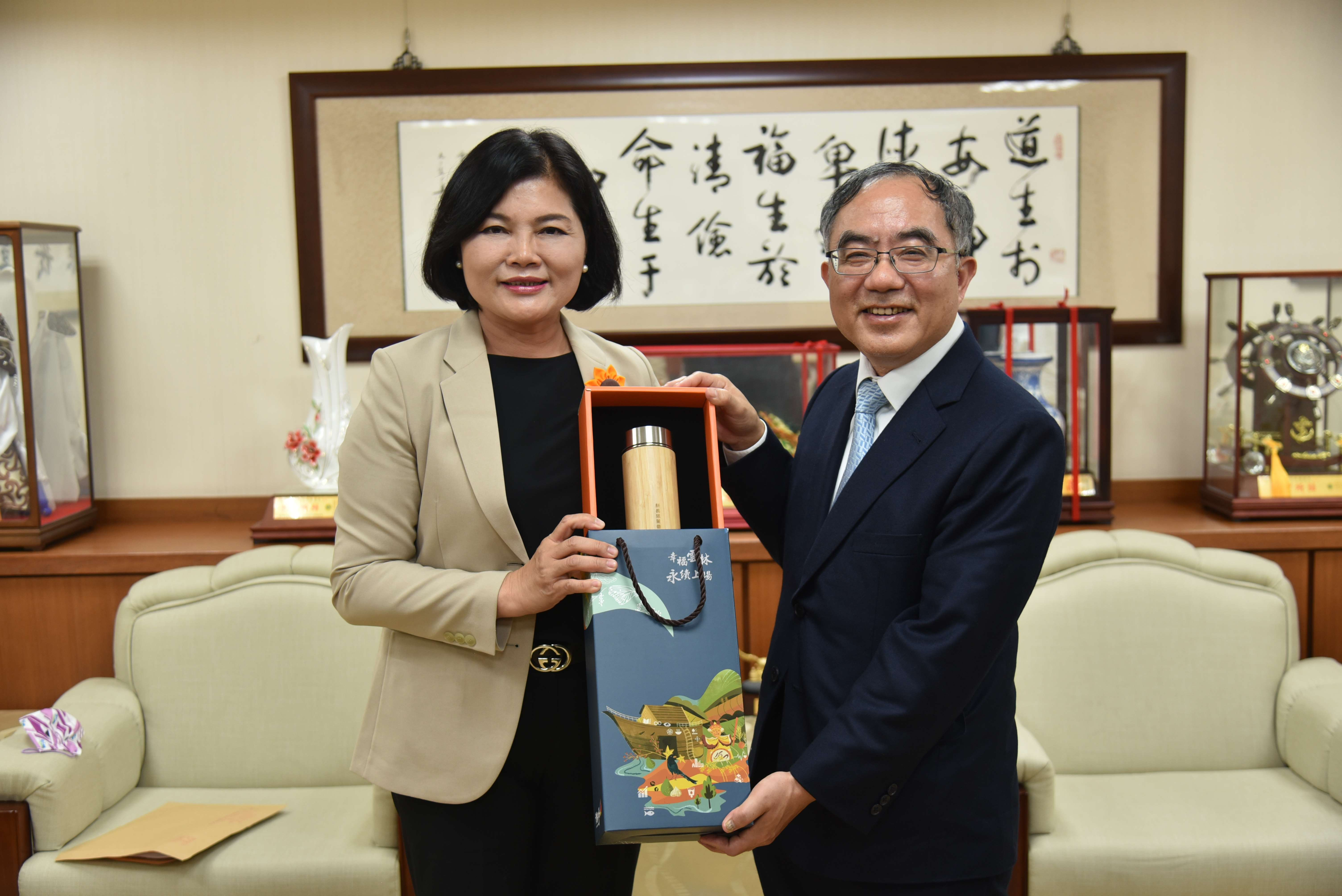
攝於國立臺灣大學校長任內，會見雲林縣縣長張麗善。

## 爭議
違反《性別平等教育法》的保密原則
2023年6月，臺大女性宿舍輔導員性騷擾學生案爆發，受害者指控陳文章透過電話要求學生的指導老師息事寧人，有另一名助理證實此事。對此陳文章表示，他只是「請導師多關懷學生，請外界不需有不必要的解讀。」同年8月，立委范雲召開記者會，批評臺大校方對於多件性騷擾案件處理不當，違反《性別平等教育法》，並指控陳文章致電導師的行為洩漏個人資訊且違反保密原則。
2023年11月15日，馬遠部落特別從花蓮縣萬榮鄉北上，為「馬遠先人遺骨返還案」遞出陳情書，由於馬遠自救會當天陳情並未申請，陳文章又因校慶活動繁忙，進而指派主秘王大銘代表出面接受陳情但遭拒絕，現場人士還出現激烈行為，台大為保護師生安全及維護教育場域安寧，才暫時關閉校門。  